# Kiss My Ankh
KISS MY ANKH: A Tribute To Vinnie Vincent es un álbum tributo de 2008, con una variedad de artistas que cubren canciones escritas (o coescritas) por Vinnie Vincent . El álbum consta de nuevas grabaciones de canciones de las carreras de Vincent con Kiss y Vinnie Vincent Invasion . Los artistas destacados incluyen a Steve Brown de Trixter , Troy Patrick Farrell de White Lion , TJ Racer de Nitro , Sheldon Tarsha de Adler's Appetite, Chris Caffery de Savatage yTrans-Siberian Orchestra , Ryan Roxie de la banda de Alice Cooper y el cómic de rock & roll CC Banana , que interpreta una parodia de la canción de Kiss " Unholy " (reescrita como un tueste del vocalista de Danger Danger , Ted Poley ).

## Lista de canciones
| N.º | Título                | Artist                           | Duración |  |
| 1.  | «Killer»              | DoubleVirgo                      | 3:36     |  |
| 2.  | «I Still Love You»    | Gods of Fire                     | 4:57     |  |
| 3.  | «Lick It Up»          | Future 86                        | 4:40     |  |
| 4.  | «A Million to One»    | Steve Brown                      | 4:04     |  |
| 5.  | «Boyz Are Gonna Rock» | Mike Weeks                       | 5:25     |  |
| 6.  | «Back on the Streets» | Jazan Wild                       | 3:57     |  |
| 7.  | «That Time of Year»   | Adler's Appetite                 | 4:24     |  |
| 8.  | «Love Kills»          | Vic Rivera / Kelli McCloud       | 5:53     |  |
| 9.  | «Unholy»              | Curse God and Die                | 6:58     |  |
| 10. | «I Just Wanna»        | The Dead Zookeepers              | 4:24     |  |
| 11. | «Shout It Out Loud»   | C.C. Banana (with Chris Caffery) | 3:42     |  |

## Personal
- Robert Fleischman - Voz
- V. Meister - Batería
- Vinnie Vincent - Guitarras, bajo, coros

### Músicos no acreditados
- Andre LaBelle - Batería

### Producción
- Phil Kenzie - Coproductor, ingeniero
- Vinnie Vincent - Productor, ingeniero

## Nombre
El título del álbum es un juego de palabras, que combina la frase " Kiss My Ass " (también el nombre de un álbum tributo a Kiss ) con una referencia a la naturaleza egipcia del personaje de Vinnie Vincent 's Kiss (que llevaba un símbolo ankh dorado en su cara).